# Apollonia van Veen
Apollonia van Veen (geboren 1606 oder 1610; gestorben 11. September 1635 in Goes) war eine niederländische Malerin und Zeichnerin.

## Leben und Werk
Apollonia van Veen wurde 1606 oder 1610 vermutlich in Den Haag geboren. Ihr Vater stammte aus einer angesehenen Familie und war der Anwalt und Maler Pieter van Veen (1563–1629), ihre Mutter Jacobmina van Ruyven († 1653).  Sie hatte vier Brüder und drei Schwestern. Apollonia van Veen blieb unverheiratet.
Sie lebte Ende der 1620er Jahre mit ihren Geschwistern Geertruyt und Tymen in Alkmaar, wohin ihre Schwester Maria nach ihrer Heirat gezogen war. Im Gegensatz zu ihren Eltern und den anderen Geschwistern waren Apollonia, Geertruyt und Tymen überzeugte Katholiken. Aus überlieferten Briefen geht hervor, dass sie von Alkmar aus versuchten, die restliche Familie vom Katholizismus zu überzeugen. Ihren Vater bekehrten sie auf seinem Sterbebett. Ihr ältester Bruder Cornelis übernahm nach dem Tod des Vaters die Verwaltung des Anwesens. Dabei zeigte er sich schlecht gegenüber der Familie. Er misshandelte die Mutter und weigerte sich, die Grundsteuer zu bezahlen. Apollonia beschwor ihn weinend, der Familie nicht eine solche Schande zuzufügen. Schließlich wurden einige Gemälde im Rathaus verkauft, um die Schulden zu begleichen.
In der Familie gab es neben Anwälten auch viele Künstler. Ihr Vater Pieter van Veen war der Bruder von Otto van Veen, dem Lehrer von Peter Paul Rubens und auch in seiner Freizeit Maler und Zeichner. Auch die Geschwister Geertruyt, Cornelis und Jacob van Veen waren Künstler. Es sind keine bekannten Werke von ihr überliefert. Jedoch zeugen zeitgenössische Quellen von ihrem Werk. Joost van den Vondel widmete ihr 1633 ein Gedicht mit dem Titel „Witziger Zeichenstern und Göttin des Gesangs“. In diesem beschreibt er, dass sie Menschen, Tiere und Blumen malte und auch sang, sowie ein Saiteninstrument spielte. Caspar van Baerle lobte ihre Kunst nach ihrem Tod in einem Brief an ihren Bruder Cornelis. Er erwähnte sie dabei mit Anna Maria van Schurman und Maria Tesselschade Visscher. Im Nachlass ihrer Cousine Elisabeth van Veen im Jahr 1694 werden Gemälde von Apollonia van Veen benannt. Eine Darstellung der Maria am Kreuz und drei Porträts, darunter eines ihres Bruders Jakob. Auch gehörte zu dem Nachlass zwei anonyme Porträts, die Apollonia van Veen darstellten. Eine „Vanitas von Jouffr. van Veen“, im Besitz von Jacob van Blanckenburch in Dordrecht ist aus dem Jahr 1656 bekannt und „zwei Landschaftsstücke mit Feder und Feldfrüchten; von A. van der Veen“ aus dem Katalog von Barchman Wuytiers in Utrecht im Jahr 1792.
Sie macht in eigenen und den Briefen anderer einen ernsten und frommen Eindruck, doch scheint sie auch unbeschwert gewesen zu sein. Sie hatte mit H. a Monte einem Amateurmusiker einen Verehrer, der ihr in seinen Briefen aus Paris aus den Jahren 1634/35 seine Liebe deutlich zum Ausdruck bringt. Jedoch antwortete sie sehr zurückhaltend, aber aus der Antwort geht auch hervor, dass sie ihn dort besucht und viel Spaß gehabt hatte.
Apollonia van Veen starb bereits am 11. September 1635 in Goes, sodass eine Verbindung durchaus möglich gewesen wäre. Der Grund ihres Todes ist nicht bekannt.